# Château de Squillace
Le château de Squillace (en italien castello di Squillace) dit aussi château des Borgia ou château normand est un château fort italien, ouvert au public, bâti en 1044, et situé à Squillace, en Calabre.

## Description
Souvent remanié durant les siècles passés, le château de Squillace est presque entièrement construit en pierre. Le château possède un portail en pierre de taille surmonté par le blason de la famille Borgia.

## Histoire
À l'emplacement du château se trouvait le monastère Castellense de Cassiodore qui fut transformé en Kastron (forteresse) par les Byzantins. Avec l'arrivée des Normands en Italie du Sud menés par Guillaume Bras-de-Fer et Guaimar IV de Salerne, un château est édifié en 1044 sur les vestiges du kastron byzantin.
Le château reste lié à l'histoire de Squillace et change donc souvent de propriétaires, il fit donc partie du fief des Hauteville puis, dans l'ordre, des comtes Lancia, des Montfort, des Del Balzo, des Marzano, de Frédéric Ier de Naples et enfin des Borgia à partir de 1494 et jusqu'en 1735 (avec un brève interruption lorsque la famille De Nobili en fut châtelaine).
En 1755, le château est donné par le roi Charles III d'Espagne à Leopoldo de Gregorio sous le titre de Marquis d'Esquilache.
Lors des tremblements de terre de Calabre de 1783, le château est endommagé.
Récemment, l’École française a lancé une campagne archéologique sur le château de Squillace qui a abouti à la découverte de deux squelettes datés du XIIIe siècle.

## Source
- (it) Cet article est partiellement ou en totalité issu de l’article de Wikipédia en italien intitulé « Castello di Squillace » (voir la liste des auteurs).